# Masjid al-Bahr
De Masjid al-Bahr, wat in het Arabisch Zeemoskee betekent, is de oudste nog bestaande moskee in het historische deel van Jaffa (Israël). Ze werd gebouwd in 1675 en ligt aan de straat HaAliya HaShniya nabij de haven. Vanwege de nabijheid van de Middellandse Zee maakten naast buurtbewoners ook vissers en zeelieden gebruik van de moskee.
De moskee werd gebouwd door de familie 'Azza /Alazzeh zoals in steen gegraveerd staat boven de ingang naast de Basmala.